# Wangjia, Shizhu
Wangjia (kinesiska: 王家) är en socken i sydvästra Kina. Den ligger i Shizhu härad i storstadsområdet Chongqing, omkring 190 kilometer nordost om det centrala stadsdistriktet Yuzhong. Antalet invånare är 5 503. Befolkningen består av 2 780 kvinnor och 2 723 män. Barn under 15 år utgör 26,0 %, vuxna 15-64 år 56 %, och äldre över 65 år 17,0 %.